# Lin Gaoyuan
Dans ce nom chinois, le nom de famille, Lin, précède le nom personnel Gaoyuan.
Pour les articles homonymes, voir Lin.
Lin Gaoyuan (chinois simplifié : 林高遠) est un pongiste chinois, né le 19 mars 1995 à Shenzen dans la province de Guangdong en Chine. Il est classé 4e mondial en septembre 2019 selon le classement mondial ITTF.
Il est champion d'Asie en 2017 en doubles messieurs avec son compatriote Fan Zhendong.
Il acquiert son premier titre international en simples à l'âge de 22 ans en remportant l'or lors de la Coupe d'Asie 2017. A cette occasion, alors 29e mondial, il vainc en finale Fan Zhendong, n° 2 mondial.
Il est surnommé "The Dark Knight" ("le chevalier noir") par les observateurs anglophones.